# Henry Dudeney
Henry Ernest Dudeney (10 avril 1857 - 24 avril 1930) est un concepteur de casse-tête numériques et logiques et problémiste britannique. 

## Œuvre
Surtout intéressé par le jeu d'échecs au début de sa carrière, ce modeste fonctionnaire n'a composé que peu de problèmes d'échecs. En ce domaine, ses contributions concernent notamment l'analyse rétrograde, ou les problèmes impliquant une restriction sur le mouvement des pièces. 
Pendant une vingtaine d'années (de 1894 à 1913), il a tenu la rubrique de récréations mathématiques (intitulée Perplexities) du Strand Magazine, avec des contributions occasionnelles au magazine Tit-Bits de G. Newnes (de 1894 à 1898)  et The Weekly Dispatch. La plupart de ses études concernent les propriétés des graphes plans, avec une prédilection pour les puzzles de type tangram ou les problèmes de découpage. Son énigme Colouring the Map (1913) vulgarise le théorème des quatre couleurs (quatre couleurs suffisent pour dissocier visuellement les régions, chaque région ayant une couleur donnée).
Il est l'un des inventeurs de l'énigme des trois maisons, et a été un des premiers à proposer des casse-tête de logique en deux dimensions dits de « Smith-Jones-Robinson », où plusieurs personnages ont plusieurs attributs, partiellement cités dans l'énoncé.

## Ouvrages
- The Canterbury Puzzles (en) (1907) - En français Les Énigmes de Canterbury (éd. Fantaisium, 2018)
- Amusements in Mathematics (1917) - En français 120 Casse-tête d'autrefois inédits (éd. Fantaisium, 2019)
- The World's Best Word Puzzles (1925)
- Modern Puzzles (1926)
- Puzzles and Curious Problems (1931, posthumous)
- A Puzzle-Mine (undated, posthumous)
- 536 Curious Problems & Puzzles (1967), annoté et préfacé par Martin Gardner, recueil contenant Modern Puzzles et Puzzles and Curious Problems. En français, 500 Casse-tête Inédits (éd. Fantaisium, 2019)